# Rudolf Zischka
Rudolf Zischka (geboren 22. Juli 1895 in Brüx, Österreich-Ungarn; gestorben 9. Juni 1980 in München) war ein tschechoslowakischer Politiker.

## Leben
Rudolf Zischka war ein Sohn des Wenzel Zischka und der Marie Winter, er hatte zwei Geschwister. Zischka besuchte die Mittelschule und ging 1912 auf Arbeitssuche nach Westfalen. Von 1915 bis 1918 war er Soldat der Österreich-Ungarischen Armee im Rang eines Unteroffiziers. Zischka heiratete 1920 Josefine Hirmer, sie hatten einen Sohn. 
Zischka wurde 1919 Mitglied der Deutschen sozialdemokratischen Arbeiterpartei in der Tschechoslowakischen Republik (DSAP) und Ortsvereinsvorsitzender in Tuschkau. 1920 wurde er hauptamtlicher Gewerkschaftssekretär der Bauarbeitergewerkschaft in Reichenberg. Von 1923 bis 1925 war er Parteisekretär in Eger und danach Kreissekretär der DSAP in Sternberg. Er rückte 1928 in den Parteivorstand der DSAP auf.
Zischka war von 1928 bis 1935 Mitglied der Mährisch-Schlesischen Landesvertretung und ab 1935 gewählter Vertreter im Abgeordnetenhaus. Nach Abschluss des Münchener Abkommens 1938 emigrierte er mit der Familie nach England. Aus Enttäuschung über die Politik der europäischen Mächte gegenüber NS-Deutschland zog Zischka Anfang 1939 weiter nach Cochabamba in Bolivien, wo er als Landwirt arbeitete und ein Sägewerk aufbaute. Er legte sich das Sammeln von Insekten als Hobby zu und handelte auch mit diesen. Seine Sammlung ging später an die Zoologische Staatssammlung München. Im Jahr 1962 zog es ihn nach Deutschland, wo er in Tann (Niederbayern) lebte und 1964 die „Arbeitsgemeinschaft ehemaliger deutscher Sozialdemokraten aus der CSR“ gründete, in der die Revisionspolitik der Sudetendeutschen Landsmannschaft kritisiert wurde.

## Schriften
- Thaddaeus Haenke als Zoologe. Bohemia. Zeitschrift für Geschichte und Kultur der böhmischen Länder, 1966, 7, S. 391–398
- Homosexualität bei Käfern. Mitteilungen des Internationalen Entomologischen Vereins. 3_1_1976: 3 - 5.
- Parthenogenese bei Käfern. Mitteilungen des Internationalen Entomologischen Vereins. 3_4_1976: 73 - 76.